# ペタル4世
ペタル4世（ブルガリア語: Петър IV, ? - 1197年）は、第二次ブルガリア帝国の皇帝（ツァール、在位：1185年/86年 - 1187年/90年、1196年 - 1197年）。即位前の名前はテオドル（Theodore、あるいはトドル/Todor）。第一次ブルガリア帝国滅亡後から第二次ブルガリア帝国建国までの間に、一時的にブルガリアに独立した政権を樹立したペタル・デリャンとコンスタンティン・ボディンを皇帝に数えない場合、ペタル2世と数える。
ペタル4世は弟のイヴァン・アセンとともに170年近くに及ぶビザンツ帝国（東ローマ帝国）のブルガリア支配に終止符を打ち、ブルガリアの再独立を達成した。テオドル兄弟はヴラフ人、あるいはクマン人とブルガリア人の混血だと考えられている。

## 生涯
1185年にビザンツ皇帝イサキオス2世の結婚に際してブルガリアに特別税が課され、北ブルガリアでは家畜や財産を守ろうとする抵抗運動が起きていた。同年にテオドルは弟のアセンとともに税の軽減とプロノイアの特権の授与を求めてイサキオス2世に訴え出たが拒絶され、兄弟の一人はビザンツの廷臣に顔を打たれた。侮辱を受けたテオドルたちは領地に戻り、ビザンツから課された重税に苦しむ民衆を糾合して蜂起した。
反乱軍はタルノヴォを新たなブルガリアの首都に定め、独立した教会（ブルガリア正教会）を持った。テオドルたちはタルノヴォの聖ディミタル教会に集まった民衆の前でブルガリアの再独立を宣言し、テオドルはブルガリア教会の大主教となったヴァシリイ（バシル）から戴冠を受けた。この時にテオドルは第一次ブルガリア帝国の皇帝ペタル1世にあやかってペタルを名乗った。
反乱軍は第一次ブルガリア帝国との連続性を強調するため、かつての首都プレスラフを首都に定めた。ブルガリアの勢力はダニューブ川沿いに広がり、バルカン山脈を越えて東トラキア地方のビザンツ軍を破る。事態を重く見たイサキオス2世は1186年/87年にブルガリアに親征し、ブルガリア軍はダニューブ川の北に退却した。ビザンツ軍は北ブルガリアを荒らし、反乱は終息したと考えたイサキオス2世は首都コンスタンティノープルに軍を引き返した。
同年秋にクマン人の助力を得たブルガリア軍はダニューブ川を超え、ダニューブ川とバルカン山脈の間の地域を占領する。1187年/88年ブルガリア軍が集結したロヴェチはビザンツ軍の包囲を受けるが、ブルガリア軍は3か月に及ぶ包囲に耐え抜いた（ロヴェチ包囲）。包囲の後にブルガリアの再独立が承認され、ペタル4世は人質として末弟のカロヤンをコンスタンティノープルに送った。
戦後ペタル4世は弟のイヴァン・アセンに譲位し、北東ブルガリアとドブルジャを統治した。ペタル4世はプレスラフに拠点を置き、彼が統治した地域は「ペタルの地」と呼ばれた。
1196年にアセン1世がイヴァンコに暗殺された後、ペタル4世はタルノヴォのイヴァンコを包囲し、彼をコンスタンティノープルに追放した。アセン1世の死後にペタル4世が復位するが貴族の反発を抑制できず、1197年にペタル4世は暗殺される。ペタル4世の死後、コンスタンティノープルから脱走した末弟のカロヤンが帝位に就いた。